# Esop
Esop (în greacă Aisōpos, Aesopus, n. 620 î.Hr. - d. 560 î.Hr.) a fost un scriitor antic grec, cunoscut pentru fabulele lui. Se crede că a fost sclav, mai târziu eliberat de stăpânul său. Fabulist și filosof, atunci când îl sfătuia corect pe stăpânul său, era eliberat pe o perioadă scurtă de vreme. Multe fabule ale sale s-au păstrat până în prezent.
Sclavul grec era atât de deștept, încât orice observație primea de la stăpânul său, îi răspundea cu o vorbă de duh, o pildă comică și scăpa de pedeapsă. L-a înveselit într-atâta pe stăpânul său, încât acesta l-a eliberat până la urmă. Fabulele sale au fost preluate și prelucrate de mulți autori, dar Esop rămâne „părintele fabulei”.